# همدان کمالوف
همدان کمالوف (تاجیکی: Амадони Камолов؛ زادهٔ ۱۶ ژانویهٔ ۲۰۰۳) بازیکن فوتبال اهل تاجیکستان است.
وی همچنین در تیم‌های ملی فوتبال زیر ۱۷ سال، زیر ۱۹ سال، زیر ۲۳ سال و بزرگسالان تاجیکستان بازی کرده است.
در دی ۱۴۰۳ به گل گهر سیرجان پیوست.